# Rosa canina
El rosal silvestre (Rosa canina), es un arbusto espinoso de hoja caduca de la familia de las rosáceas, nativo de Europa, el noroeste de África y Asia occidental. También ha sido introducido en el norte de América y otras partes del mundo. Actualmente su distribución es bastante amplia.

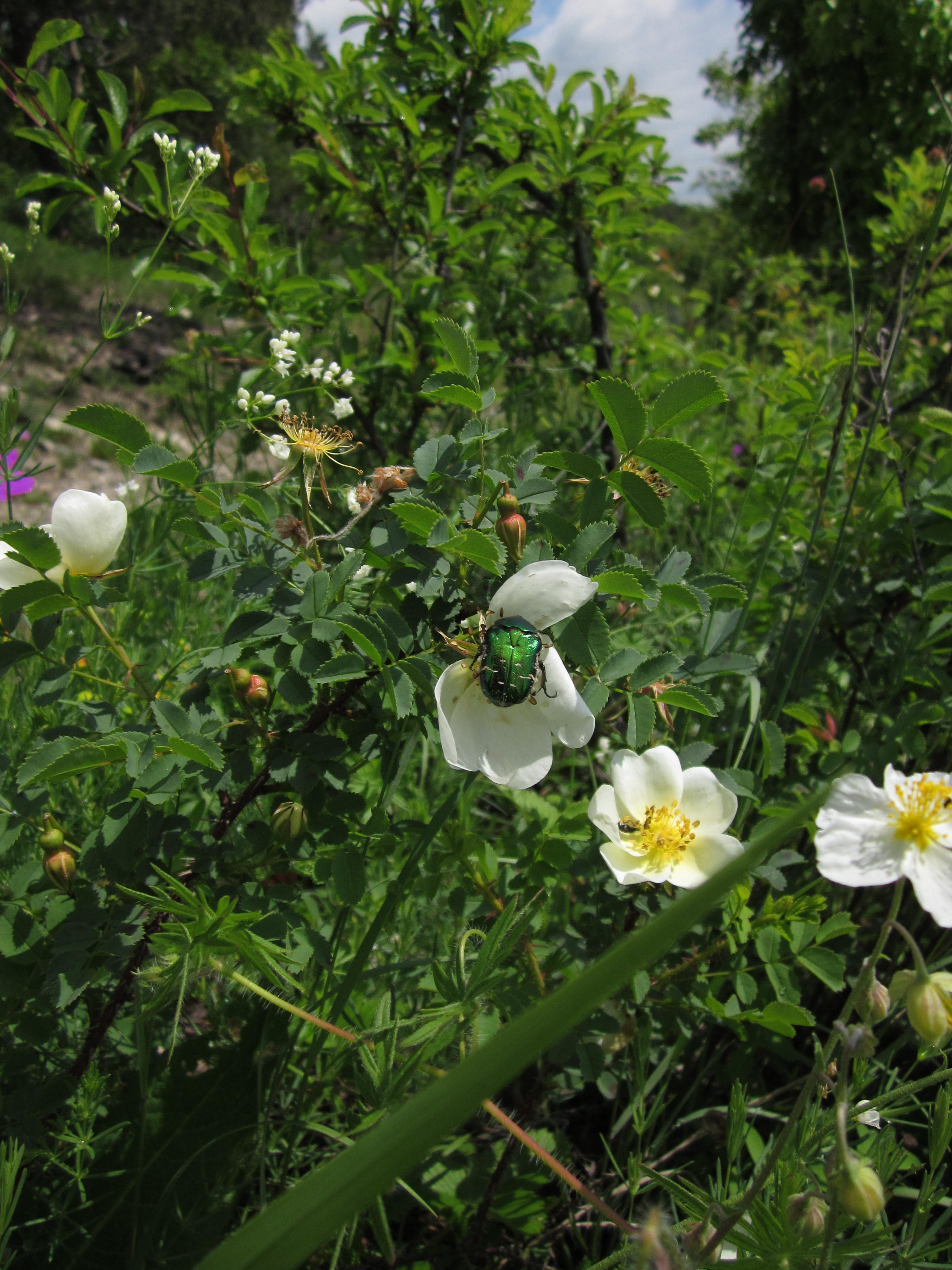
Vista de la planta

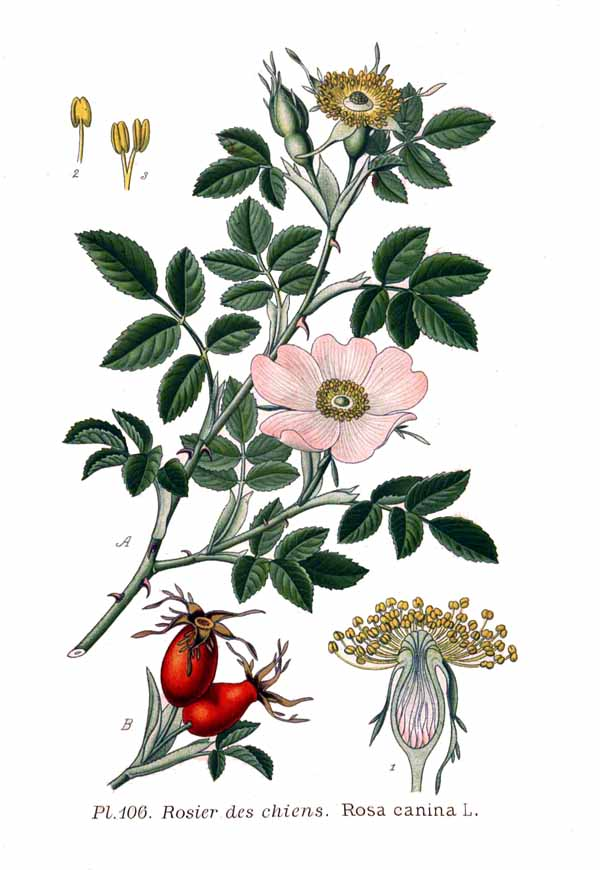
Ilustración

## Descripción
Este arbusto mide hasta 2 m de altura, con tallos colgantes de color verde, cubiertos de espinas pequeñas, fuertes y curvas. Las hojas están compuestas de cinco a siete folíolos dentados ovales.
Las flores, solitarias o agrupadas en corimbos, son de color rosa pálido o blancas, de 4 a 6 cm de diámetro, con cinco pétalos, y maduran en una fruta ovoide de color rojo intenso, de tipo cinorrodón, de un tamaño entre 1,5 y 2 cm, llamada tapaculo o escaramujo.
El fruto destaca por su alto contenido de vitamina C (también contiene carotenoides y flavonoides), y puede ser usado para hacer mermelada y té.
El rosal silvestre florece de mayo a julio y produce frutos al final del verano o a principios del otoño.

## Distribución y hábitat
Es una planta nativa de Europa, Canarias, Madeira, el noroeste de África (Argelia, Marruecos y Túnez), el oeste de Asia (Afganistán, Irán, Irak, Líbano, Palestina, Siria, Armenia, Azerbaiyán, Georgia, el sur de Rusia y Tayikistán) y el subcontinente indio. Sin embargo, está naturalizada y asilvestrada prácticamente en todo el mundo, incluyendo América, Australia (sobre todo en Tasmania) y Nueva Zelanda.
En España, exceptuando la línea costera de Canarias y algunas zonas puntuales de la costa andaluza y murciana con clima subtropical, se encuentra en cualquier parte, desde el nivel del mar hasta los 1500 m s. n. m.
Se considera una especie de clima atlántico y mediterráneo (zonas templadas).
No tiene preferencia por suelos específicos; incluso prefiere zonas montañosas o semimontañosas, como el sotobosque arbustivo de especies caducifolias y quejigares, pero también puede aparecer en otros bosques, setos, lados de caminos, etc., y hasta en áreas costeras, pues tolera bien la salinidad. Agradece los suelos bien drenados y húmedos, algo fértiles y con un pH neutro (6,1-7,8).
Sus necesidades de agua se sitúan en los 675-900 mm por año. Puede soportar temperaturas muy bajas, hasta de –23 °C (zona de rusticidad: 7 a 10).

## Historia
El uso medicinal de la rosa silvestre es viejo, como lo demuestra su presencia en la Capitulare de villis vel curtis imperii, una orden emitida por Carlomagno que reclama a sus campos para que cultiven  una serie de hierbas y condimentos incluyendo las "rosas" identificada actualmente como Rosa canina.

## Propiedades
Los escaramujos contienen taninos que dan un efecto astringente, antidiarreico. Los flavonoides determinan su acción como diurético y vitamínico P: protector capilar y venotónico. Las flores le confieren una acción suavemente laxante y como tónico general. Las hojas son cicatrizantes en uso externo.
Los cinorrodones son utilizados en la prevención de gripe y resfriados, astenia primaveral, diarreas, dispepsias hiposecretoras, fragilidad capilar, edemas, varices, hemorroides, arteriopatías. Estados en los que se requiera un aumento de la diuresis: como afecciones urinarias (cistitis, ureteritis, uretritis, oliguria, urolitiasis), hiperazotemia, hiperuricemia, gota, hipertensión arterial, edemas, sobrepeso acompañado de retención de líquidos.
Hojas, cinorrodones, en uso tópico: usados en heridas, ulceraciones dérmicas, quemadurasestomatitis, parodontopatías, faringitis, blefaroconjuntivitis.

## Taxonomía
Rosa canina fue descrita por Carlos Linneo y publicado en Species Plantarum 1: 491. 1753.
Etimología
Rosa: nombre genérico que proviene directamente y sin cambios del latín rosa que deriva a su vez del griego antiguo rhódon, con el significado que conocemos: «la rosa» o «la flor del rosal»
canina: epíteto que le fue dado por la forma de los aguijones, similar a los colmillos de los perros. El fruto, el tapaculo o escaramujo, es botánicamente conocido como un cinorrodón. Cinorrodón es una transcripción de una palabra compuesta de origen griego (kion + rhodon), que significa «rosal perruno».
Subespecies de Rosa canina
- Rosa canina forma:

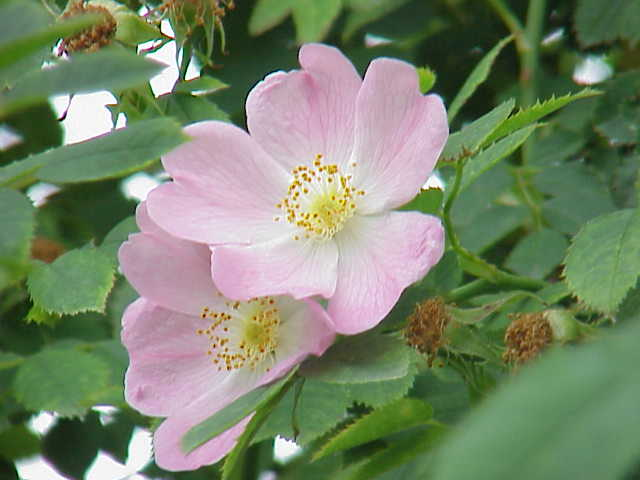
Flores de rosa silvestre.

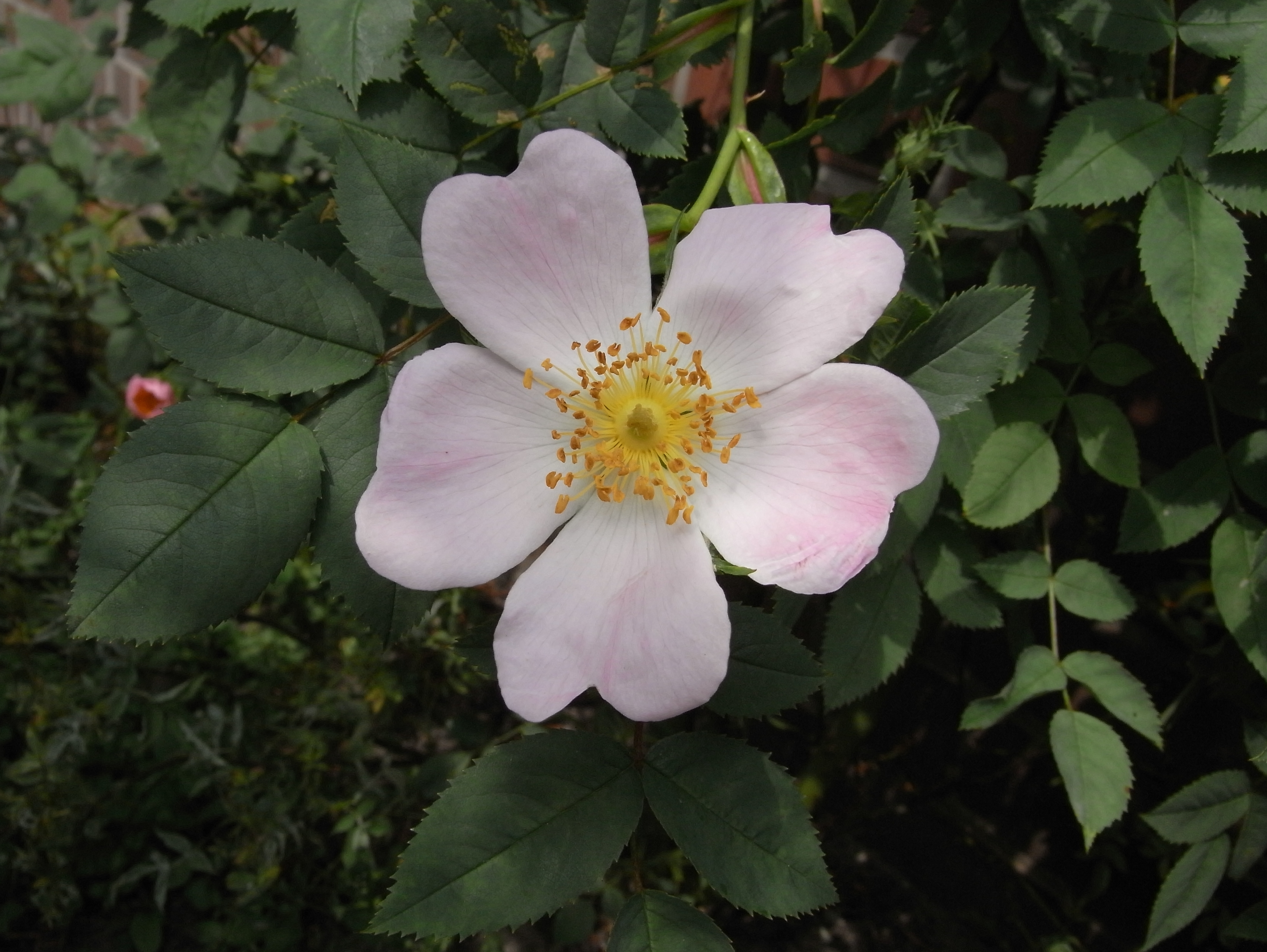
Flor de rosa silvestre.

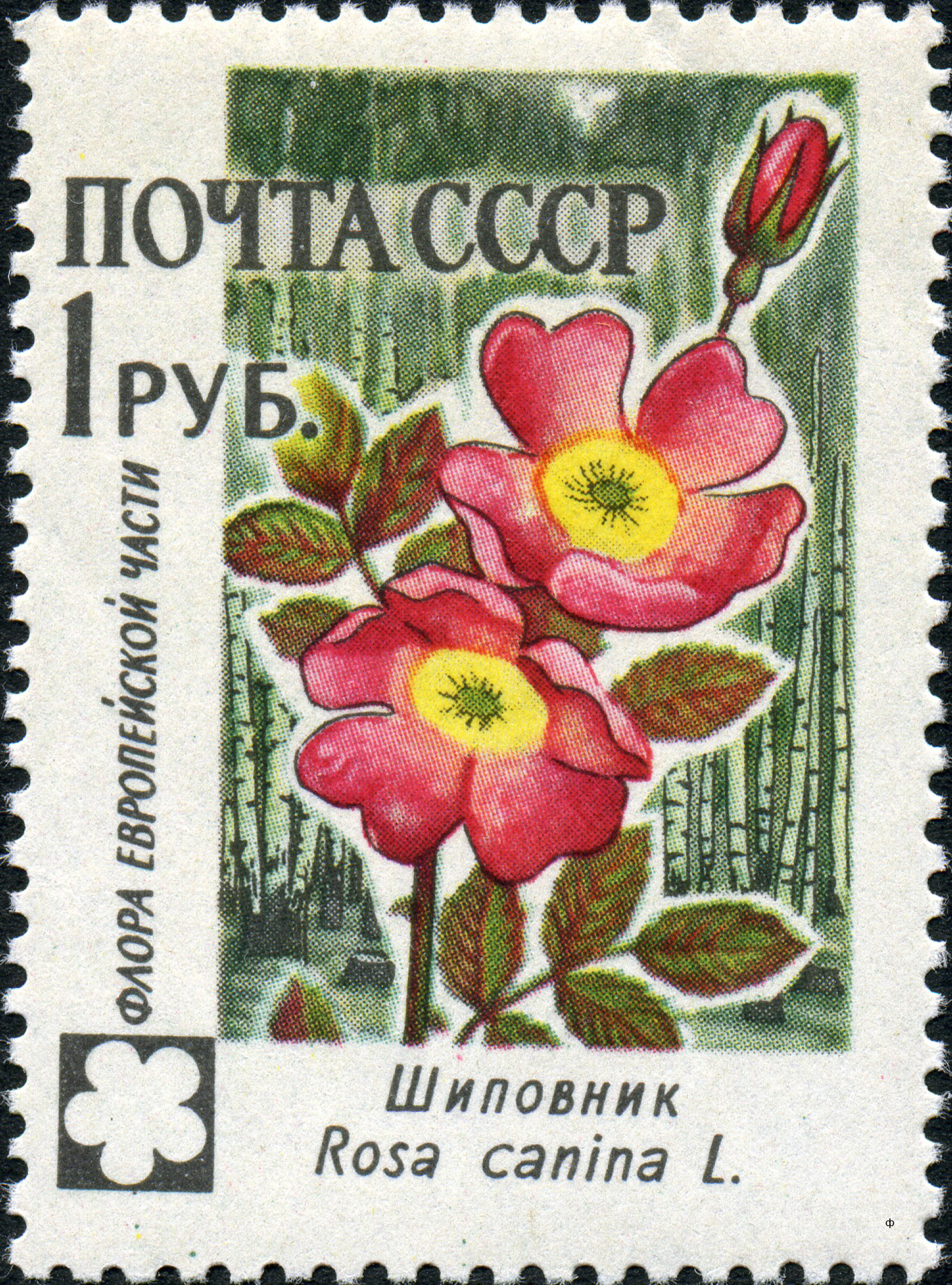
En sello postal de la Unión Soviética

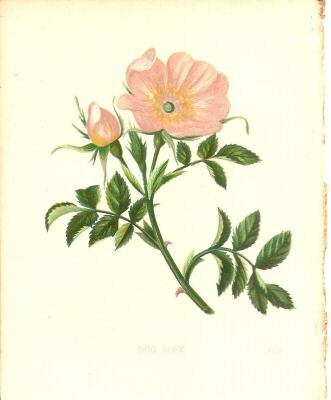
Ilustración

  - Rosa canina f. andegavensis (Bastard) Rapin
  - Rosa canina f. brachypoda (Déségl. & Ripart) Vukic.
  - Rosa canina f. calophylla H.Christ ex J.B.Keller
  - Rosa canina f. capitata  Braeucker
  - Rosa canina f. dumalis (Bechst.) H.Christ
  - Rosa canina f. euoxyphylla Borbás
  - Rosa canina f. firmula Godet
  - Rosa canina f. fissidens Borbás
  - Rosa canina f. glaberrima H.Christ
  - Rosa canina f. glaucescens Lej.
  - Rosa canina f. grandiflora Braeucker
  - Rosa canina f. hispidissima H.Christ
  - Rosa canina f. kirghisorum Tkatsch.
  - Rosa canina f. lasiostylis Borbás
  - Rosa canina f. laxiphylla Borbás
  - Rosa canina f. lentiscifolia H.Christ
  - Rosa canina f. lucorum (Heinr.Braun) Vukic.
  - Rosa canina f. mucronulata (Déségl.) Heinr.Braun
  - Rosa canina f. pulchella Vuk.
  - Rosa canina f. purpurea Braeucker
  - Rosa canina f. semibiserrata Borbás
  - Rosa canina f. sphaerophylla Vuk.
  - Rosa canina f. squarrosa (A.Rau) Borbás
  - Rosa canina f. suffulta H.Christ
  - Rosa canina f. syntrichostyla (Ripart ex Déségl.) R.Keller
  - Rosa canina nothosubsp. andegavensis (Bastard) Nyman
  - Rosa canina nothosubsp. corymbifera (Borkh.) C.Vicioso
  - Rosa canina nothosubsp. dumalis (Bechst.) Nyman
  - Rosa canina nothovar. concinnoides (Wolley-Dod) P.V.Heath
  - Rosa canina nothovar. permiscibilis (Schmidely) P.V.Heath
  - Rosa canina nothovar. rufescens (Wolley-Dod) P.V.Heath
  - Rosa canina nothovar. surreyana (Wolley-Dod) P.V.Heath
  - Rosa canina staxon andegavensis (Bastard) Crép.
  - Rosa canina staxon burboniana Redouté & Thory
  - Rosa canina staxon collina (Jacq.) Fr.
  - Rosa canina staxon collina (Jacq.) J.Lloyd
  - Rosa canina staxon cymosa Wahlenb.
  - Rosa canina staxon dumalis Crép.
  - Rosa canina staxon dumetorum (Thuill.) Crép.
  - Rosa canina staxon emarginata hort. ex Andrews
  - Rosa canina staxon fusiformis Crép.
  - Rosa canina staxon genuina Crép.
  - Rosa canina staxon glauciformis Almq.
  - Rosa canina staxon globularis Crép.
  - Rosa canina staxon oreogeton Heinr.Braun & Halácsy
  - Rosa canina staxon rubiginosa Griess.
  - Rosa canina staxon rubra hort. ex Andrews
  - Rosa canina staxon sarmentosa Godet
  - Rosa canina staxon semiduplex hort. ex Andrews
  - Rosa canina staxon separabilis (Déségl.) Heinr.Braun
  - Rosa canina staxon sepium W.D.J.Koch
  - Rosa canina staxon sphaerica (Gren.) Crép.
  - Rosa canina staxon subobtusa J.B.Keller
  - Rosa canina staxon urbica (Léman) Crép.
  - Rosa canina staxon variegata hort. ex Andrews
  - Rosa canina staxon villosula (Gand.) J.B.Keller
  - Rosa canina staxon virens Wahlenb.

Sinonimia
- Rosa acanthina Déségl. & Ozanon
- Rosa actinodroma Gand.
- Rosa adenocalyx Gren.
- Rosa afzeliana Fr.
- Rosa albolutescens Ripart ex Déségl.
- Rosa amansii Déségl. & Ripart ex Déségl.
- Rosa beatricis Burnat & Gremli
- Rosa belgradensis Pancic
- Rosa burnattii (H.Christ) Burnat & Gremli
- Rosa caucasica Pall.
- Rosa cinerascens Cariot
- Rosa cinerosa Déségl.
- Rosa cladoleia Ripart ex Crép.
- Rosa condensata Puget ex Déségl.
- Rosa curticola Puget ex Déségl.
- Rosa dilucida Déségl. & Ozanon
- Rosa dumetorum auct.
- Rosa dumosa Salisb.
- Rosa edita Déségl.
- Rosa erythrantha Boreau
- Rosa fallens Déségl.
- Rosa firma Puget ex Déségl.
- Rosa firmula Godet
- Rosa fissispina Wierzb. ex Heuff.
- Rosa flexibilis Déségl.
- Rosa flexuosa Raf.
- Rosa frivaldskyi Heinr. Braun
- Rosa frondosa Steven ex Spreng.
- Rosa glaucescens Desv. ex Mérat
- Rosa heterostyla Chrshan.
- Rosa hispidula Ripart ex Déségl.
- Rosa horridula Déségl.
- Rosa inconspicua Déségl.
- Rosa insignis Déségl. & Ripart
- Rosa kalmiussica Chrshan. & Lasebna
- Rosa keissleriana Sennen
- Rosa laxifolia Borbás
- Rosa litigiosa Crép.
- Rosa longituba Debeaux
- Rosa lutetiana Léman
- Rosa macroacantha Ripart ex Déségl.
- Rosa mandonii Déségl.
- Rosa marisensis Simonk. & Heinr. Braun
- Rosa mollardiana Moutin
- Rosa montivaga Déségl.
- Rosa mucronulata Déségl. ex Godet
- Rosa nemophila Déségl. & Ozanon
- Rosa nitens Vuk.
- Rosa nitens Desv. ex Mérat
- Rosa oblonga Déségl. & Ripart
- Rosa oblongata Opiz
- Rosa oreades Cottet
- Rosa platyphylla A.Rau
- Rosa podolica Tratt.
- Rosa polyodon Gand.
- Rosa pratincola Heinr. Braun
- Rosa prutensis Chrshan.
- Rosa psilophylla A.Rau
- Rosa pubens Déségl. & Ozanon
- Rosa ramosissima Déségl.
- Rosa rougeonensis Ozanon
- Rosa rubescens Ripart ex Déségl.
- Rosa sarmentacea Sw.
- Rosa senticosa Ach.
- Rosa separabilis Déségl.
- Rosa sphaerica Gren.
- Rosa sphaeroidea Ripart ex Déségl.
- Rosa spinetorum Déségl. & Ozanon
- Rosa spuria Puget ex Déségl.
- Rosa squarrosa auct. angl.
- Rosa stipularis Mérat
- Rosa sylvularum Ripart ex Déségl.
- Rosa syntrichostyla Ripart ex Déségl.
- Rosa timbaliana Debeaux
- Rosa touranginiana Déségl. & Ripart
- Rosa venosa Sw.
- Rosa veredicata Puget
- Rosa willibaldii Chrshan.
- Rosa x ancarensis Pau & Merino
- Rosa x trichoneura Ripart ex Crép.
- Rosa caucasica var. lindleyana Ser.
- Rosa lutetiana var. biserrata (Mérat) Wolley-Dod
- Rosa lutetiana var. glaucescens (Desv. ex Mérat) Boullu
- Rosa lutetiana var. nitens (Desv. ex Mérat) Boullu
- Rosa lutetiana var. senticosa Boullu
- Rosa x andegavensis var. agrestina (Crép.) Boullu
- Rosa x andegavensis var. condensata (Puget ex Déségl.) Boullu
- Rosa x andegavensis var. lemaitrei (Ripart) Boullu
- Rosa x urbica var. trichoneura (Ripart ex Crép.) Boullu
- Rosa canina staxon myrtilloides Tratt.
- Rosa canina staxon opaca Fr.[5]

## Nombre común
Además de rosal silvestre esta planta se conoce como rosal montés, rosal campesino, rosal bravo, rosal perruno, rosal de culebra, rosal del diablo, rosal de escaramojos, escaramojo, escarambrojo, caramujo, calambrujo, escambrujera, escambrujo, escaramujo, escarbaculo, tapaculos (generalmente, el fruto), zarraculos, carmín, monjolinos, gabarda, galabardera, garamita (el fruto), garamital, garrabera, gavanzo, rosal garbancero, zarza garbancera, zarzarrosa, zarzaperruna, espino vero, picacostillas, picaespalda y alcaracache.